# Amphilimnobia leucopeza
Amphilimnobia leucopeza är en tvåvingeart som beskrevs av Alexander 1920. Amphilimnobia leucopeza ingår i släktet Amphilimnobia och familjen småharkrankar.
Artens utbredningsområde är Kamerun. Inga underarter finns listade i Catalogue of Life.